# Џин Иглс
Џин Иглс (енгл. Jeanne Eagels) је била америчка глумица, рођена 26. јуна 1890. године у Бостону, а преминула 3. октобра 1929. године у Њујорку. Постхумно је номинована за Оскара за најбољу главну глумицу за улогу у филму Писмо. Био је то први пут да је неко био предложен за ову награду после његове смрти.